# Paperita/Il fischietto
Paperita/Il fischietto è un singolo di Rita Pavone, pubblicato dalla RCA Italiana nel 1979.

## Paperita
Paperita era la prima sigla della trasmissione televisivadella Rete 2 Buonasera con... Rita al Circo, serie di appuntamenti televisivi per ragazzi condotti di volta in volta da un personaggio diverso dello spettacolo.
Il brano, scritto da Marcello Ciorciolini, Romolo Siena e Franco Micalizzi  che ne è anche l'arrangiatore, fu prodotto da Gewarsa International.

## Il fischietto
Il fischietto è la canzone pubblicata sul lato B del singolo, scritta dagli stessi autori, anch'essa interpretata dalla cantante all'interno della trasmissione.